# پروکنسول آفریقایی
پروکنسول آفریقایی (نام علمی: Proconsul africanus) نام یک گونه از سرده فرماندار است.